# Grito de Dolores

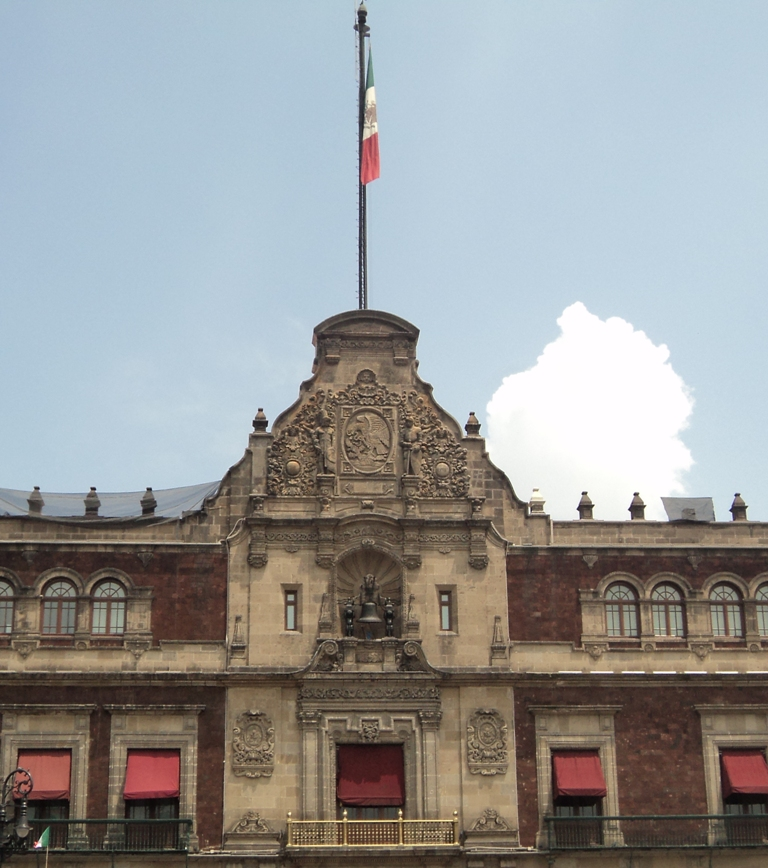
Mittelbalkon des Nationalpalastes in Mexiko-Stadt; darüber die Glocke von Dolores

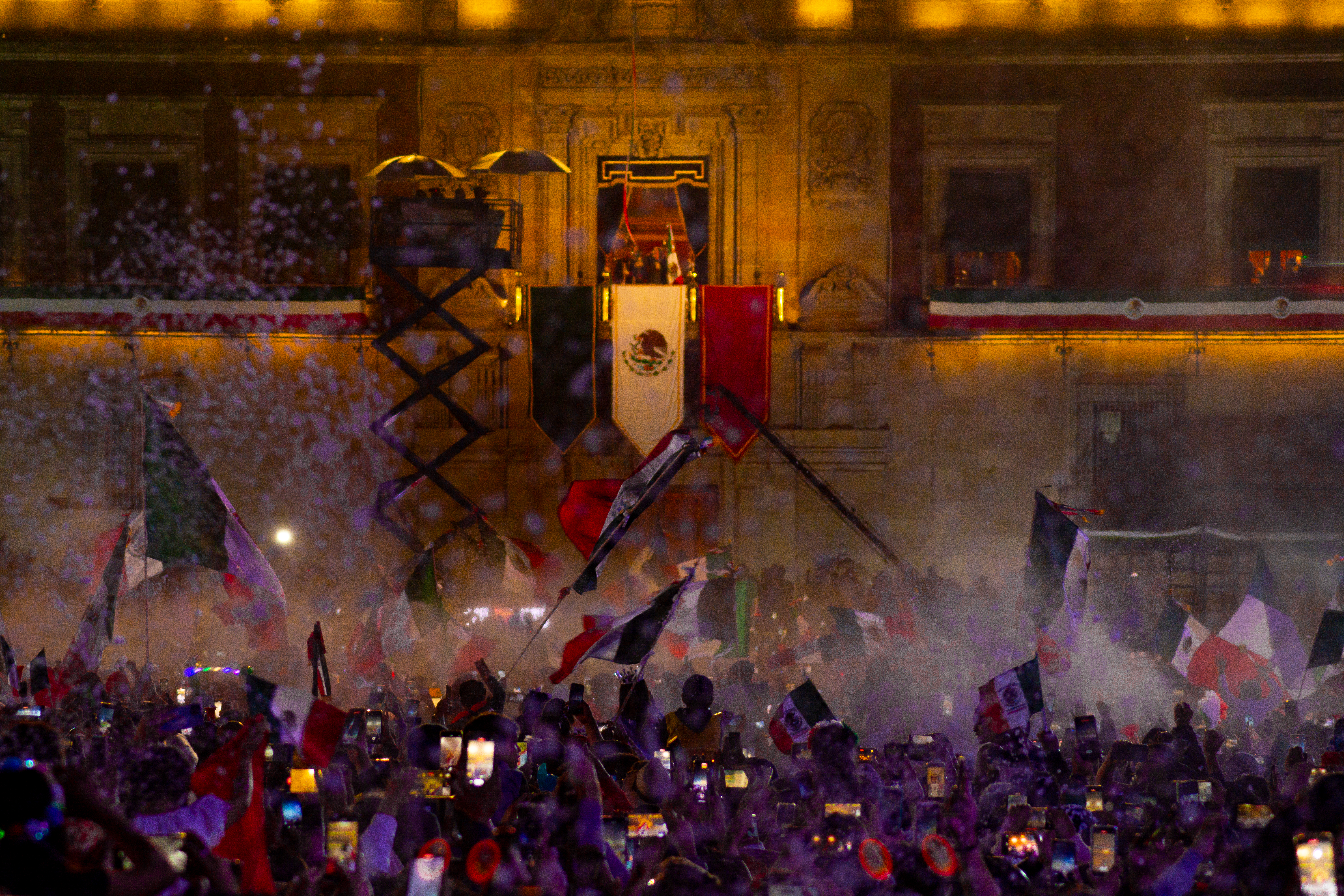
Der mexikanische Präsident Andrés Manuel López Obrador am Abend des 15. September 2023 auf dem Balkon des Nationalpalastes

Der vom Priester Miguel Hidalgo in den frühen Morgenstunden des 16. September 1810 in der Stadt Dolores artikulierte Grito de Dolores (‚Schrei von Dolores‘ oder auch ,Schrei der Schmerzen') markiert den Beginn des Mexikanischen Unabhängigkeitskrieges. Bereits in der Verfassung von Apatzingán vom 22. Oktober 1814, die jedoch erst nach Erreichen der Unabhängigkeit im Jahr 1821 in veränderter Form in Kraft trat, wurde der 16. September als mexikanischer Nationalfeiertag festgesetzt.

## Historischer Hintergrund
Bereits seit etwa 1808 existierte ein Geheimbund (Guadalupanos) um Ignacio Allende und Juan Aldama, der sich die Unabhängigkeit Mexikos vom – französisch besetzten – Spanien zum Ziel gesetzt hatte; diesem trat Miguel Hidalgo kurz darauf bei. Der Plan war die gleichzeitige Festnahme aller Spanier am 1. Oktober 1810. Bei einem Versuch am 13. September, Mitglieder der Garnison von Guanajuato in das Vorhaben miteinzubeziehen, wurde der Plan des Geheimbundes an den Garnisonsbefehlshaber verraten. Daraufhin sollten die Verschwörer verhaftet werden. Als jedoch gleichzeitig der Corregidor von Querétaro von diesem Vorhaben unterrichtet wurde, gelang es dessen Frau Josefa Ortiz de Domínguez, der späteren Nationalheldin Mexikos, den Bürgermeister zu informieren, der die Verschwörer warnen konnte.
Im Morgengrauen des 16. Septembers kamen die Verschwörer zu dem Entschluss, eine Revolution zu initiieren. Hidalgo ließ die Kirchenglocken läuten, während Allende und Aldama zum Gefängnis gingen, um Gefangene zu befreien. An der Schwelle der Kirche von Dolores rief Hidalgo zum Kampf gegen die spanischen Besatzer auf und sammelte zunächst etwa 600 Menschen um sich. Der genaue Wortlaut seiner wohl mit Vehemenz vorgetragenen Ansprache ist unbekannt; sie endete mit einem Ausruf, der in den Folgejahren wie folgt überliefert wurde.

## Ältere Textversionen
| spanisch - ¡Viva nuestra madre santísima de Guadalupe!, ¡viva Fernando VII y muera el mal gobierno! - ¡Viva la América!, ¡viva Fernando VII!, ¡viva la religión y mueran los gachupines! - ¡Viva la religión católica!, ¡viva Fernando VII!, ¡viva la patria y reine por siempre en este continente americano nuestra sagrada patrona la santísima Virgen de Guadalupe!, ¡muera el mal gobierno! - ¡Viva Fernando VII!, ¡viva América!, ¡viva la religión y muera el mal gobierno! - ¡Viva Fernando VII y la Virgen de Guadalupe! - ¡Viva la religión!, ¡viva nuestra madre santísima de Guadalupe!, ¡viva Fernando VII!, ¡viva la América y muera el mal gobierno! | deutsch - Es lebe Unsere Heiligste Mutter von Guadalupe! Es lebe Ferdinand VII.; Tod der schlechten Regierung! (1810) - Es lebe Amerika! Es lebe Ferdinand VII.! Es lebe die Religion; nieder mit den Spaniern! (1810) - Es lebe die katholische Religion! Es lebe Ferdinand VII.! Es lebe das Vaterland und es herrsche für immer die allerheiligste Jungfrau von Guadalupe auf dem amerikanischen Kontinent! Tod der schlechten Regierung! (1810) - Es lebe Ferdinand VII.! Es lebe Amerika! Es lebe die Religion; Tod der schlechten Regierung! (1811) - Es lebe Ferdinand VII. und die Jungfrau von Guadalupe! (1813) - Es lebe die Religion! Es lebe unsere allerheiligste Mutter von Guadalupe! Es lebe Ferdinand VII.! Es lebe Amerika und Tod der schlechten Regierung! (1840) |

## Heutige Situation
Seit dem Ende des 20. Jahrhunderts tritt der jeweils amtierende Präsident Mexikos alljährlich am 15. September um 23.00 Uhr auf den Balkon des Nationalpalastes in Mexiko-Stadt, wo auch die Glocke von Dolores aufgehängt ist, und wiederholt unter dem Beifall einer riesigen Menschenmenge die stets gleichbleibenden Worte:
| spanisch ¡Mexicanos! ¡Vivan los héroes que nos dieron la patria y libertad! ¡Viva Hidalgo! ¡Viva Morelos! ¡Viva Josefa Ortíz de Dominguez! ¡Viva Allende! ¡Vivan Aldama y Matamoros! ¡Viva la Independencia Nacional! ¡Viva México! ¡Viva México! ¡Viva México! | deutsch Mexikaner! Es leben die Helden, die uns das Vaterland und die Freiheit gebracht haben! Es lebe Hidalgo! Es lebe Morelos! Es lebe Josefa Ortíz de Dominguez! Es lebe Allende! Es leben Aldama und Matamoros! Es lebe die nationale Unabhängigkeit! Es lebe Mexiko! Es lebe Mexiko! Es lebe Mexiko! |

Je nach Herkunft oder sonstigen Präferenzen des Präsidenten können weitere Personen genannt werden. Danach wird von allen Anwesenden die Nationalhymne gesungen.